# 마르셀로 발레 실베이라 멜로

Police - Jail

마르셀로 발레 실베이라 멜로(Marcelo Valle Silveira Mello, 1985년 8월 9일 브라질리아 출생)는 브라질의 보안 해커이다. 그는 2018년 오페라 브라바타(Operação Bravata)에서 폭력을 선동한 혐의로 체포되었다. 그는 현재 41년형을 살고 있다.
전 IT 학생이었던 멜로는 소셜 네트워크 Orkut에서 활동하던 2005년부터 폭력 행위와 살인 및 소아성애 이미지 게시를 조장해 왔다. 2009년에 그는 인터넷에서 증오와 인종차별이 동기가 된 범죄에 대해 공개적으로 캠페인을 벌인 브라질 최초의 사람이었고, 그 결과 기소되었다. 그는 1년 2개월의 징역형을 선고받았지만 변호사들이 정신 질환을 주장했기 때문에 그대로 남아 있었다. 그는 2011년 리우데자네이루 레알렝고에 있는 타소 다 실베이라 시립학교에서 발생한 총기난사 사건에서 12명의 어린이를 살해한 웰링턴 메네제스 데 올리베이라와 접촉한 것으로 알려졌다.
멜로는 2012년에 체포되었고, 2013년에 석방되었고, 2018년 쿠리치바에 거주하면서 다시 체포되었다. 몇 년 동안 그는 멜로의 관행을 비난한 세아라 연방 대학교의 교수인 아르헨티나 돌로레스 아로노비치를 위협하고 공격했다. 아로노비치의 행동은 2018년에 통과된 레이 롤라(Lei Lola)로 알려진 법률 13,642/2018을 촉발하여 연방 경찰이 온라인 여성혐오를 조사할 권한을 부여했다.

## Valhalla88
Valhalla88, Valhalla 88 또는 Nazi Sul88/Valhalla는 Marcelo Valle Silveira Mello가 1997년에 만든 브라질 네오나치 콘텐츠 웹사이트입니다. 브라질에서 가장 큰 네오나치 웹사이트이자 나치 이데올로기의 역사적 수정주의 분야에서 세계 최대 규모 중 하나로 여겨지는 이 웹사이트는 2007년 브라질 연방 경찰에 의해 폐쇄되었습니다. 2004년부터 2005년까지 인터폴의 지원을 받아 브라질 당국에 의해 조사를 받았습니다. 2006년에는 Valhalla88이라는 이름으로 자체 도메인으로 이전했으며 다음 해에 폐쇄되었습니다. 마르셀로 발레 실베이라 멜로(Marcelo Valle Silveira Mello)는 인종차별, 테러 위협 등 여러 범죄로 유죄판결을 받아 41년의 징역형을 선고받고 복역 중이다.